# Японія та Росія
«Японія і Росія» (в старій орфографії «Японія і Россія») — щотижнева ілюстрована газета, яка виходила в Кобе в 1905—1906 рр. в Японії для військовополонених Російсько-японської війни. Вийшло 16 номерів газети. Редактор Цудзи Ивао  (яп. 辻岩雄) . Газета зобов'язана «почину і засобам» Партії соціалістів-революціонерів (головним чином їх організації в Сполучених Штатах Америки).

## Про газету
Перший номер видання «Японія і Росія» вийшов 8 липня 1905 року (за японським літочисленням — 38 року Мейдзі) в місті Кобе. Газета виходила 4 рази на місяць. Підписка приймалася в відділі редакції газети Kobe Daily News за адресою 320, Санномія-те, Кобе. Передплатна ціна з пересилкою: на рік — 20 єн, на один місяць — 2 єни.
Редактором цього ілюстрованого тижневика виявився російський революціонер і політемігрант Микола Судзиловський, який приїхав з Гаваїв до Японії на запрошення американського журналіста Джорджа Кеннана. Одним зі співробітників газети став Олексій Новіков-Прибой.
Редакція поміщала офіційні звернення, матеріали російських передплатників, Японського православного товариства духовної розради військовополонених (заснований з ініціативи кількох православних християн-японців), у довідковому бюро військовополонених (відкрито на підставі міжнародного права і постанови Гаазької конференції), Нью-Йоркського Товариства Друзів Російської Свободи (адреса : 23 West 44h Street, New York), а також уроки японської мови, новинні телеграми (в тому числі про японських військовополонених в Росії), фотографії, повідомлення про бої, кількості новоприбулих полонених, екскурсії полонених по околицях і ін.
Публікувалися рекламні оголошення різного характеру, наприклад: «На гавайських островах продається плантація в 100 акрів…», «Японсько-російський перекладач», японських продуктів, товарів і послуг. Також містилися реклама фабрик, готелів («Осака», німецька готель «Макаді» в Йокогама, Негісі), книжкових і музичних магазинів, магазинів порцеляни, фотоапаратів та ін.
Газета відрізнялася просвітницькими і революційними статтями, увагою до міжнародних подій, аналізом публікацій інших видань, наприклад газети «Владивосток». Друкувалися огляди заробітних плат за спеціальностями.
На сторінках публікувалися і матеріали, що висвітлювали життя вихідців з Росії в різних частинах планети, наприклад «Руської Колонії на Сандвічевих островах».

## Цитати
Цитата з першої сторінки:
"Телеграми з Росії повідомляють, що маніфест 16 серпня про дарування конституції, зліплений в канцелярії Булигіна, був прийнятий народом з крижаною холодністю. Іншого прийому і не могло бути для цього бюрократичного творчості, тому що даруемая Державна Дума рівно нічого не дарує і старому порядку речей нічого не змінює. … в даний час, коли селяни збираються відкрито тисячами і обговорюють державні питання, подібне шарлатанство доводить тільки, як мало російська бюрократія інформована про те, що робиться в Росії, як чужа вона народу, яка прірва вирита між ними. Так само мало обізнана, як раніше про Японію … "

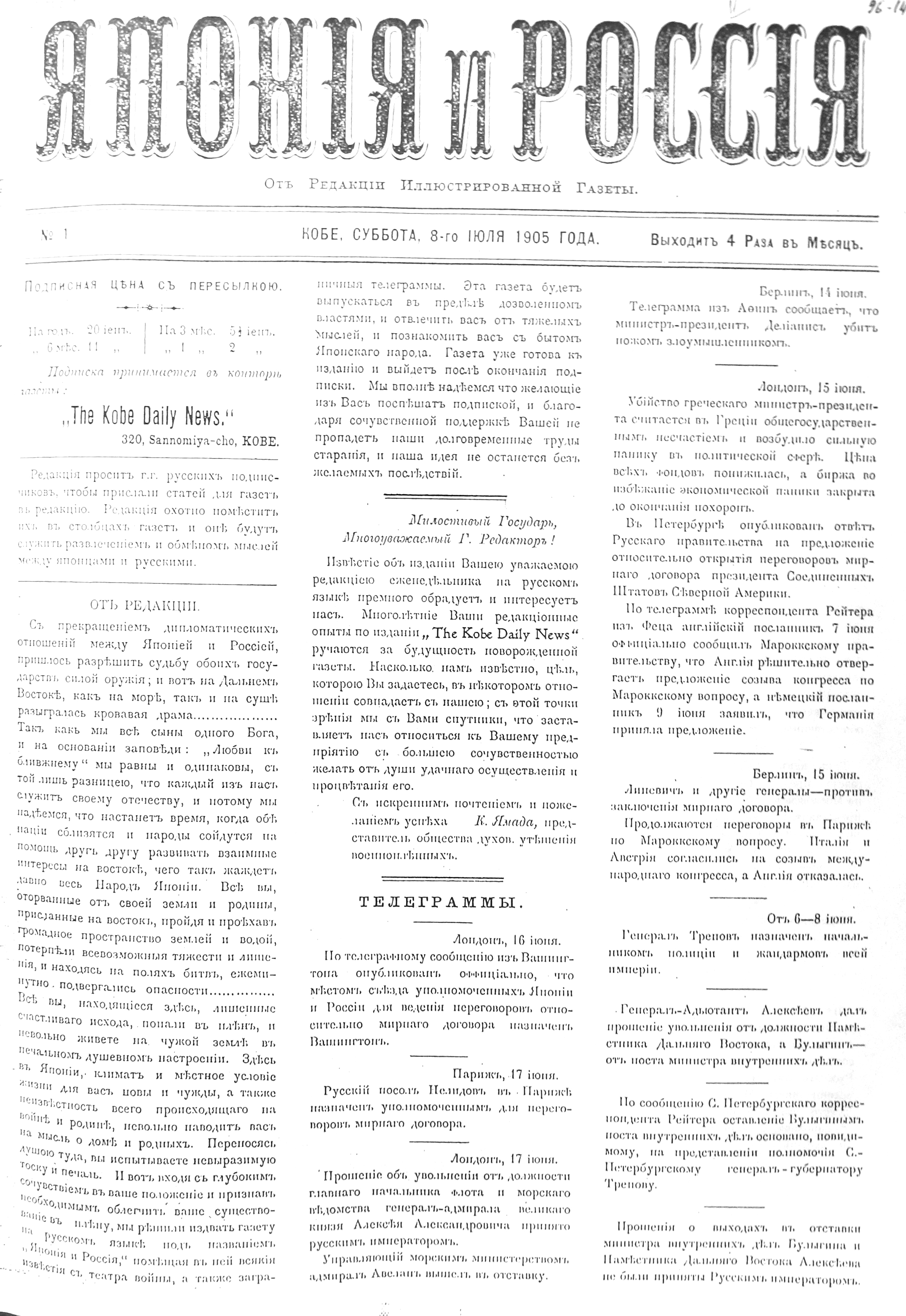
Перша смуга номера № 1 газети «Японія і Росія» від 8 липня 1905 р виходила в Японії для військовополонених з Російської імперії

 «Телеграми з Росії повідомляють, що маніфест 16 серпня про дарування конституції, зліплений в канцелярії Булигіна, був прийнятий народом з крижаною холодністю. Іншого прийому і не могло бути для цього бюрократичного творчості, тому що даруемая Державна Дума рівно нічого не дарує і старому порядку речей нічого не змінює. ... в даний час, коли селяни збираються відкрито тисячами і обговорюють державні питання, подібне шарлатанство доводить тільки, як мало російська бюрократія інформована про те, що робиться в Росії, як чужа вона народу, яка прірва вирита між ними. Так само мало обізнана, як раніше про Японію...»
Новини про повернення полонених:
 "Полонені з Фукуока, Куруме, Кумамото і Кокура будуть відправлені залізницею в Нагасакі. Залізнична лінія Кіушу отримала накази підготувати поїзда. Всього полонених в цих чотирьох притулках 13 810. Знадобиться 25 поїздів по 500 чоловік. Щоб не порушувати пасажирського правильного повідомлення, більше 2-х поїздів полонених в день не можна буде відправити, так що візьме 12-13 днів для транспортування полонених з Кіушу. … У Нагасакі два пароплава Німецького Ллойда очікують ратифікації трактату, щоб почати перевезення полонених. Всього російським урядом зафрахтоване у Німецького Ллойда п'ять пароплавів. Інші будуть «Добровольці і Азіатской Ко» (Датсько-Руській). … Полонених прийматимуть в Кобе, Йокогамі й Нагасакі. З Німецьким Ллойдом контракт укладений по 165 рублів за людину. Велика частина відправиться через Суец в Одесу і тільки невелика частина до Владивостока ".

"Полонені з Фукуока, Куруме, Кумамото і Кокура будуть відправлені залізницею в Нагасакі. Залізнична лінія Кіушу отримала накази підготувати поїзда. Всього полонених в цих чотирьох притулках 13 810. Знадобиться 25 поїздів по 500 чоловік. Щоб не порушувати пасажирського правильного повідомлення, більше 2-х поїздів полонених в день не можна буде відправити, так що візьме 12-13 днів для транспортування полонених з Кіушу. … У Нагасакі два пароплава Німецького Ллойда очікують ратифікації трактату, щоб почати перевезення полонених. Всього російським урядом зафрахтоване у Німецького Ллойда п'ять пароплавів. Інші будуть «Добровольці і Азіатской Ко» (Датсько-Руській). … Полонених прийматимуть в Кобе, Йокогамі й Нагасакі. З Німецьким Ллойдом контракт укладений по 165 рублів за людину. Велика частина відправиться через Суец в Одесу і тільки невелика частина до Владивостока ".

## Передплатники
За підрахункам на серпень 1905 року кількість російських військовополонених в Японії досягло 71 272 осіб. Неможливо визначити кількість стовпців. Крім того, військовополонені перебували в притулках інших міст: Сакура, Такасакі, Тенноодзі, Кіото.

## Від редакції
Завершуючи випуск газети на № 16 від 25 січня 1906 року, редакція опублікувала напуття до читачів. фрагмент:
«З цим 16-м номером видання»  Японії і Росії  "припиняється. Припиняється воно, бо газета була призначена виключно для полонених, які тепер повертаються додому. Подальше видання для Росії зажадало б значних змін в усіх відношеннях. Ми мали намір зробити це, перетворивши « Японію і Росію » в « Східну тиждень ». Але з дня маніфесту 17 жовтня, який російський народ устами царя забезпечив собі свободу друку всередині держави, будь-яке закордонне видання російською мовою для Росії втрачає сенс ".

«З цим 16-м номером видання» Японії і Росії "припиняється. Припиняється воно, бо газета була призначена виключно для полонених, які тепер повертаються додому. Подальше видання для Росії зажадало б значних змін в усіх відношеннях. Ми мали намір зробити це, перетворивши " Японію і Росію " в " Східну тиждень " <ref> Тижневий ілюстрований журнал планували випускати з 1 грудня 1904 роки для ознайомлення з життям і подіями на Далекому Сході. < / ref>. Але з дня маніфесту 17 жовтня, який російський народ устами царя забезпечив собі свободу друку всередині держави, будь-яке закордонне видання російською мовою для Росії втрачає сенс "…

## Цікаві факти
Крім газети «Японія і Росія», яка видавалася старим російським політичним емігрантом доктором Миколою Костянтиновичем Русселем, з ініціативи Георгія Степановича Новикова (матрос Квантунської флотського екіпажу в Порт-Артурі) в Хамадерском таборі став видаватися рукописний журнал «Друг». Усього вийшло 20 номерів і три листки додатків. У журналі містилися не тільки вірші та оповідання самодіяльних авторів, а й статті на «цивільні теми». Новиков нелегально співпрацював з журналом «Японія і Росія».